# غيونغشن غونغجو (تايجو)
الأميرة غيونغشن (경신공주 | 慶愼公主) , (ولدت في ؟ وماتت في 1426) أميرة جوسون , والدها هو الملك تايجو (태조) , وهي ابنة الملكة شينوي من عشيرة هان (신의왕후 한씨) وهي أكبر بناته .

## حياتها
تاريخ ولادتها غير معروف لكن حوليات مملكة جوسون (태조실록) تذكر وجودها أثناء عودة الجيش من جزيرة ويهوا .
أخواها، الأمير موآن (يي بانغ بون) , والأمير ويآن (يي بانغ سوك) في 8 , وهي أكبر من (يي بانغ بون) بقليل . الأميرة غيونغشن تزوجت من يي غويي الابن الأكبر ليي بايكغيونغ (이백경 | 李伯卿 | هنال يي اي) . أنجبت ابنًا اسمه إبوا . في 22 مارس 1426 (السنة الثامنة من حكم الملك العظيم سيجونغ) ماتت الأميرة غيونغشن، وقام الملك سيجونغ بتقديم احترامه لها، في اليوم التالي قدم الأرز وفول الصويا و50 جوهرة و200 ورقة، وسانغدونغ (상등 | 上等) يي (예 | 例) ودفنها معها .

## الأسرة

### الأقارب
- الأب : الملك تايجو (왕 태조) ملك جوسون الأول .
- الأم : الملكة شينوي من عشيرة هان (신의왕후 한씨) .
- الإخوة :
  - الأمير العظيم جنآن , (진안대군) , أخ شقيق .
  - الأمير العظيم يونغآن , (영안대군) , أخ شقيق .
  - الأمير العظيم إغآن , (익안대군) , أخ شقيق .
  - الأمير العظيم هويآن , (회안대군) , أخ شقيق .
  - الأمير العظيم جونغآن , (정안대군) , أخ شقيق .
  - الأمير العظيم دوغآن , (덕안대군) , أخ شقيق .
  - الأمير العظيم موآن , (무안대군) , أخ غير شقيق .
  - الأمير العظيم ويآن , (의안대군) , أخ غير شقيق .
- الأخوات :
  - الأميرة غيونغسون (경선공주) , أخت شقيقة .
  - الأميرة غيونغسن (경순공주) , أخت غير شقيقة .
  - الأميرة سكشن (숙신옹주) , أخت غير شقيقة .
  - الأميرة ويريونغ (의령옹주) , أخت غير شقيقة .

### العائلة
- أب في القانون : يي تشونغجو (청주 이씨 | 淸州 李氏) الأمير الداخلي سوون (서원부원군 | 西原府院君) مندوغونغ (문도공 | 文度公) يي غويي (이거이 | 李居易) .
- صهر نسيب ملكي:[4] يي تشونغجو (청주 이씨 | 淸州 李氏) الأمير الداخلي سانغدانغ (상당부원군 | 上黨府院君) يي اي (이애 | 李薆) .
  - الابن الأكبر : يي بي (이비 | 李備) .
  - الابن الثاني : يي هو (이후 | 李厚) .